# Crăciunul lor
Crăciunul lor (titlu original: His and Her Christmas) este un film de Crăciun american și canadian de televiziune din 2005 regizat de Farhad Mann. Rolurile principale au fost interpretate de actorii Dina Meyer, David Sutcliffe și April Telek. A avut premiera în rețeaua Lifetime la 19 decembrie 2005.

## Prezentare
Tom Lane (Sutcliffe) este un editorialist economic de succes al conglomeratului media San Francisco Sun. Compania are de gând să câștige și mai mult după urma lui Tom prin producerea unui nou serial de televiziune. Acesta este obsedat de cariera sa și nu are pe nimeni în viața sa.
Liz Madison (Meyer) scrie articole despre relații și cupluri la un mic ziar de cartier, Marin County Voice (Vocea comitatului Marin). Ea este divorțată și, la fel ca Tom, trăiește singură. 
La 2 noiembrie, angajații ziarului Marin County Voice află că mica lor publicație a fost cumpărată de San Francisco Sun, probabil cu scopul de a-și extinde afacerea și de a închide Marin County Voice,  personalul de acolo urmând a-și pierde locurile de muncă. Tom este un susținător dur  al acestei idei. Pentru a lupta împotriva acestui lucru, Liz și colegele sale hotărăsc să nu cedeze. Liz decide să schimbe profilul articolelor sale și începe să scrie despre semnificația Crăciunului și rolul micului ziar în comunitate.  

## Distribuție
- Dina Meyer ca Liz Madison
- David Sutcliffe ca Tom Lane

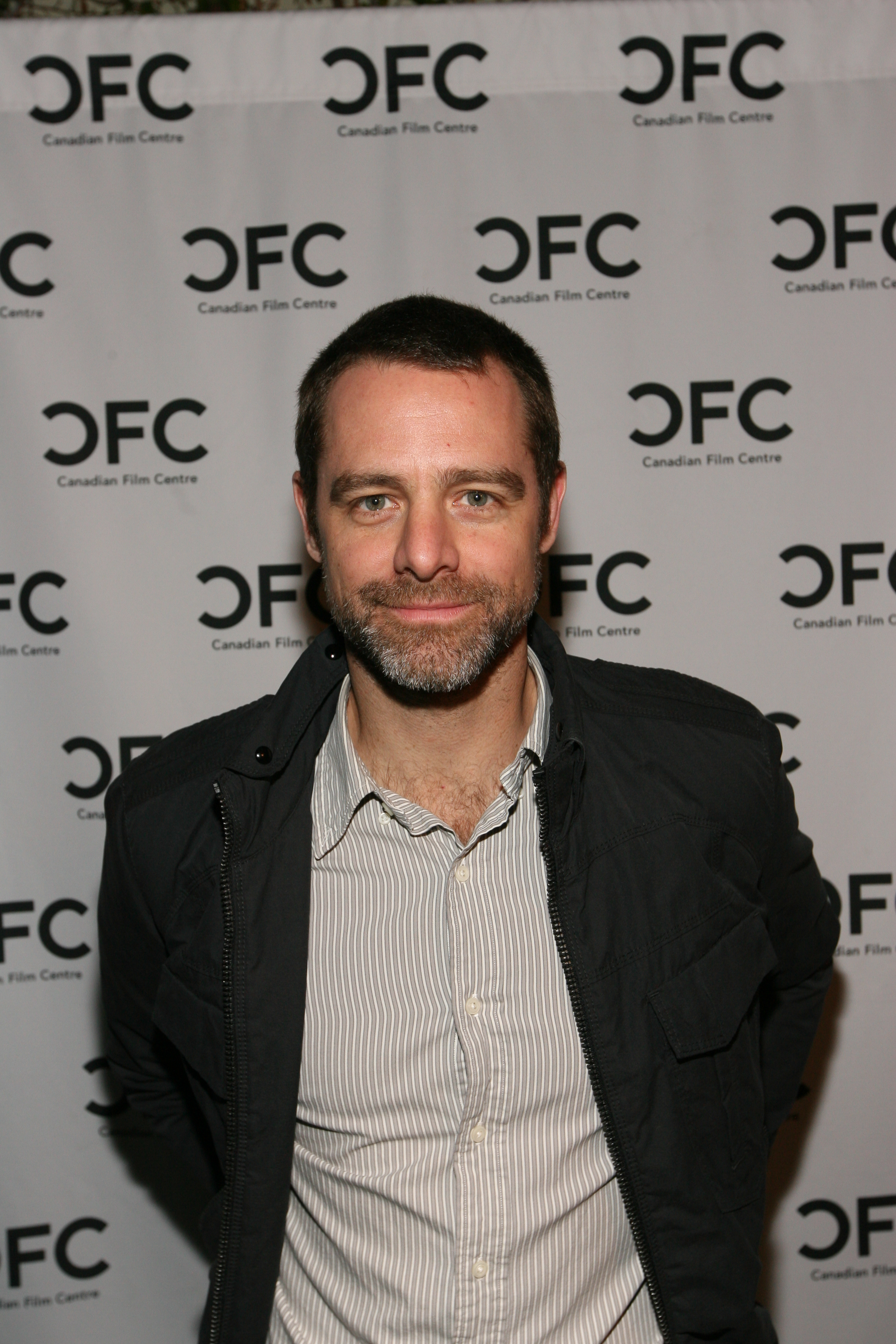
David Sutcliffe

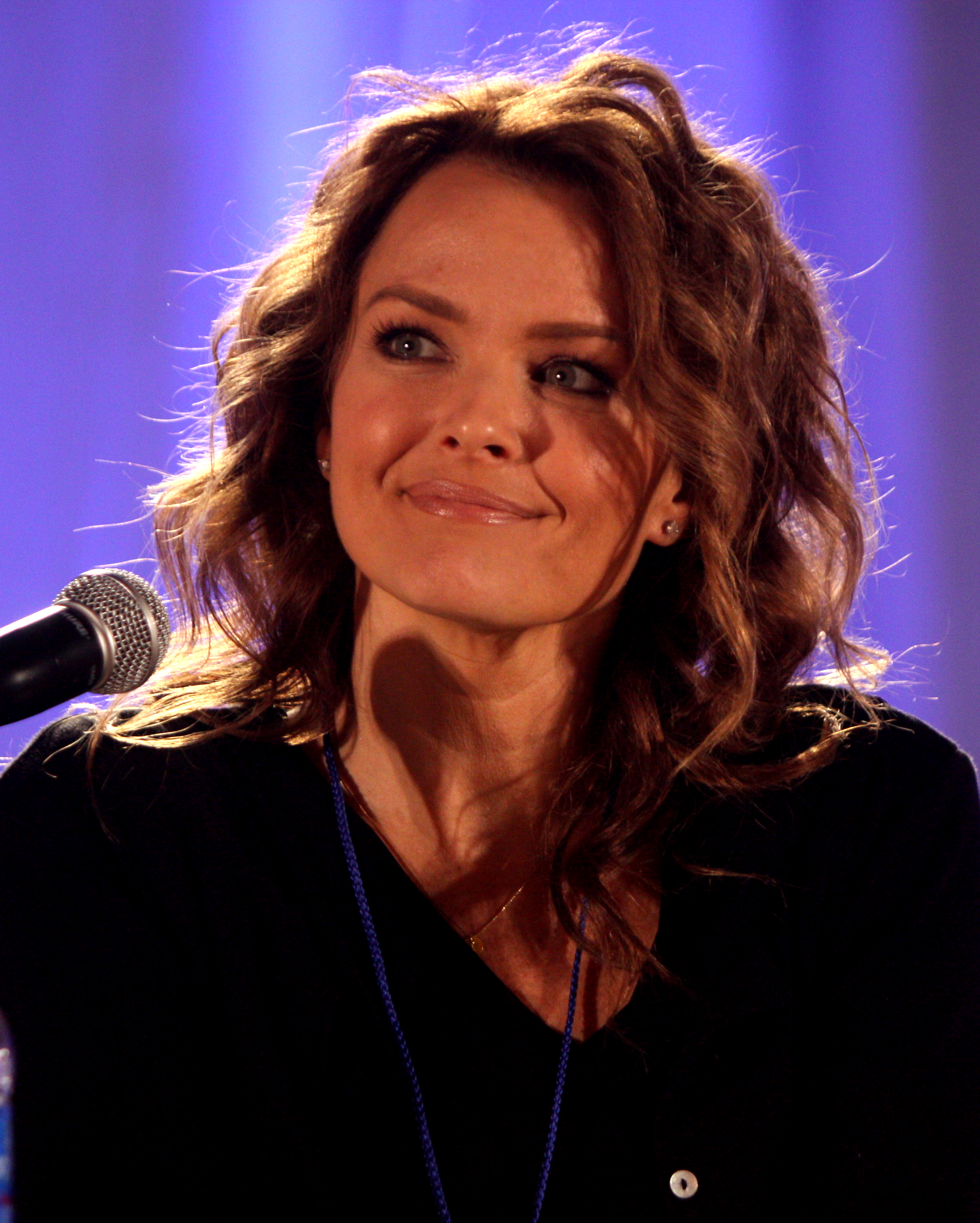
Dina Meyer

- April Telek ca Sarah (men. ca April Amber Telek)
- Kyle Cassie ca Elliott
- Alistair Abell ca Nick
- Paula Devicq ca Vicki Shaw
- Alexia Fast ca Jacqui
- Scott Swanson ca Billingsley
- Tony Alcantar ca Hayden - Stylist
- Scott E. Miller ca Clark (men. ca Scott Miller)
- Garry Chalk ca Anthony Shephard
- Campbell Lane ca Harold Lane
- Karen Khunkhun ca Grace Fields
- Suzanne Bastien ca Black Woman
- Gigi De Leon ca Christina (men. ca Gigi deLeon)

## Filmări
Filmările au avut loc în Langley, Maple Ridge și Vancouver (Columbia Britanică), unele scene fiind realizate pe stadionul BC Place.

## Primire
Filmul are un scor de 38% și un rating de 3,3 din 5 pe site-ul Rotten Tomatoes.

## Alte denumiri
- Danemarca: Hans og hendes jul
- Spain:	Navidad para dos
- Franța:	Le plus beau jour de l'année
- Grecia:	Ta Hristougenna tis Liz kai tou Tom
- Italia:	Innamorarsi a Natale
- Ungaria: Párbaj nyomtatásban[3]